# José Cantillana
José Miguel Cantillana Galeas (n. Iquique, Chile, 14 de octubre de 1966) es un exfutbolista , comentarista deportivo y entrenador de fútbol chileno.

## Trayectoria

### Como futbolista
Se desempeñaba como defensa central, vistiendo dos camisetas, Cobresal y Deportes Iquique, ambas en dos ciclos. Se retiró del fútbol a fines de la temporada 1996.

### Como ayudante técnico
Se inició en Deportes Iquique como ayudante técnico de Gerardo Pelusso el año 1997, en donde consigue el ascenso a Primera División, luego de Manuel Rodríguez, y por último de Jorge Garcés, con quien formó dupla técnica en varios equipos en Chile, como también en México en los Jaguares de Chiapas, y en la selección chilena en el tramo final de las Clasificatorias para el Mundial de Corea-Japón, destacando el campeonato de Primera División con Santiago Wanderers del 2001, después de 33 años de sequía del cuadro porteño. 

### Como entrenador
El año 2002 ingresa a estudiar en el Instituto Nacional del Fútbol (INAF) donde egresa como Director Técnico de Fútbol Profesional con distinción máxima. Inicia su carrera como entrenador en Cobresal  en 2007, donde termina en la sexta posición con 32 puntos en el segundo semestre, clasificando con el equipo a los play-offs. El 2010 vuelve a Deportes Iquique, esta vez como primer entrenador, donde consigue el título de Campeón de Primera B, logrando así el ascenso a Primera División,y también el de Copa Chile, obteniendo un cupo para disputar la Copa Sudamericana 2011 como Chile 1. Luego de la derrota a manos de Santiago Morning, por el Apertura 2011 fue cesado de su cargo. En abril de 2011 asumió la banca de Unión Temuco, pero renunció en agosto tras no obtener buenos resultados.
En el segundo semestre de 2011 ocupa el cargo de director técnico de O'Higgins en reemplazo de Ivo Basay, alcanzando a dirigir 8 partidos. En el Transición 2013 vuelve a dirigir a Cobresal, equipo que peligraba con el descenso tras 7 fechas disputadas, logrando mantener el equipo en Primera División al imponerse a Curicó Unido en liguilla de promoción. En el Clausura 2014 se alza con la Liguilla Pre-Sudamericana, lo que clasifica al equipo minero a la Copa Sudamericana 2014 por primera vez en su historia (siendo este el retorno de Cobresal a un torneo internacional después de 29 años), en donde es eliminado en primera fase por el club paraguayo General Díaz. Dejó la banca del equipo tras 11 fechas del Apertura 2014.
En el Clausura 2015 dirige a Deportes Antofagasta, equipo complicado con el porcentaje del descenso, logrando mantener el equipo en Primera ante el descenso de 3 equipos.
Actualmente se desempeña como comentarista deportivo en el programa "Tigre Deportes" de Radio Acierto 106.9 FM de Iquique - Alto Hospicio y Tocopilla.
En mayo de 2022, regresa a dirigir a Deportes Iquique en la Primera B. Tras los malos resultados, con el equipo en la 13° posición y a 5 puntos de los puestos de descenso, fue desvinculado en octubre de 2022.

## Selección nacional
Fue seleccionado adulto los años 1988 y 1989. Registra en su estadística dos partidos jugados.

#### Partidos internacionales
| 1     | 1 de febrero de 1989 | Estadio Centenario, Armenia, Colombia | Perú       | 0-0 | Chile |   |  | Orlando Aravena | Copa Centenario de Armenia |
| 2     | 5 de febrero de 1989 | Estadio Centenario, Armenia, Colombia | Colombia   | 1-0 | Chile |   |  | Orlando Aravena | Copa Centenario de Armenia |
| Total | Total                | Total                                 | Presencias | 2   | Goles | 0 |  |                 |                            |

| Selección chilena | Selección chilena | Selección chilena |
| Año               | Partidos          | Goles             |
| ----------------- | ----------------- | ----------------- |
| 1989              | 2                 | 0                 |
| Total             | 2                 | 0                 |

## Clubes

### Como futbolista
| Club             | País  | Año       |
| ---------------- | ----- | --------- |
| Deportes Iquique | Chile | 1984-1989 |
| Cobresal         | Chile | 1990-1993 |
| Deportes Iquique | Chile | 1994-1995 |
| Cobresal         | Chile | 1996      |

### Como asistente
| Club                | País   | Año       | Entrenador Titular                            |
| ------------------- | ------ | --------- | --------------------------------------------- |
| Deportes Iquique    | Chile  | 1997-1999 | Gerardo Pelusso Manuel Rodríguez Jorge Garcés |
| Santiago Wanderers  | Chile  | 1999-2001 | Jorge Garcés                                  |
| Selección Absoluta  | Chile  | 2001      | Jorge Garcés                                  |
| Jaguares de Chiapas | México | 2002-2003 | Jorge Garcés                                  |
| Everton             | Chile  | 2004-2005 | Jorge Garcés                                  |
| O'Higgins           | Chile  | 2006      | Jorge Garcés                                  |

### Como entrenador
| Club                 | País  | Año       | PJ  | PG  | PE | PP  | Rendimiento |
| -------------------- | ----- | --------- | --- | --- | -- | --- | ----------- |
| Cobresal             | Chile | 2007-2009 | 118 | 42  | 37 | 39  | 46.04%      |
| Deportes Iquique     | Chile | 2010-2011 | 42  | 20  | 10 | 12  | 55.56%      |
| Unión Temuco         | Chile | 2011      | 22  | 9   | 5  | 8   | 48.49%      |
| O'Higgins            | Chile | 2011      | 9   | 2   | 1  | 6   | 25.92%      |
| Cobresal             | Chile | 2013-2014 | 79  | 24  | 21 | 34  | 39.24%      |
| Deportes Antofagasta | Chile | 2015      | 30  | 8   | 6  | 16  | 33.34%      |
| Deportes Iquique     | Chile | 2022      | 19  | 5   | 6  | 8   | 36.85%      |
| Total                | Total | Total     | 319 | 110 | 86 | 123 | 43.47%      |

## Palmarés

### Como asistente
| Título           | Club               | País  | Año    |
| ---------------- | ------------------ | ----- | ------ |
| Primera B        | Deportes Iquique   | Chile | 1997-C |
| Primera División | Santiago Wanderers | Chile | 2001   |

### Como entrenador
| Título     | Club             | País  | Año  |
| ---------- | ---------------- | ----- | ---- |
| Primera B  | Deportes Iquique | Chile | 2010 |
| Copa Chile | Deportes Iquique | Chile | 2010 |